# سوق سيدي محرز

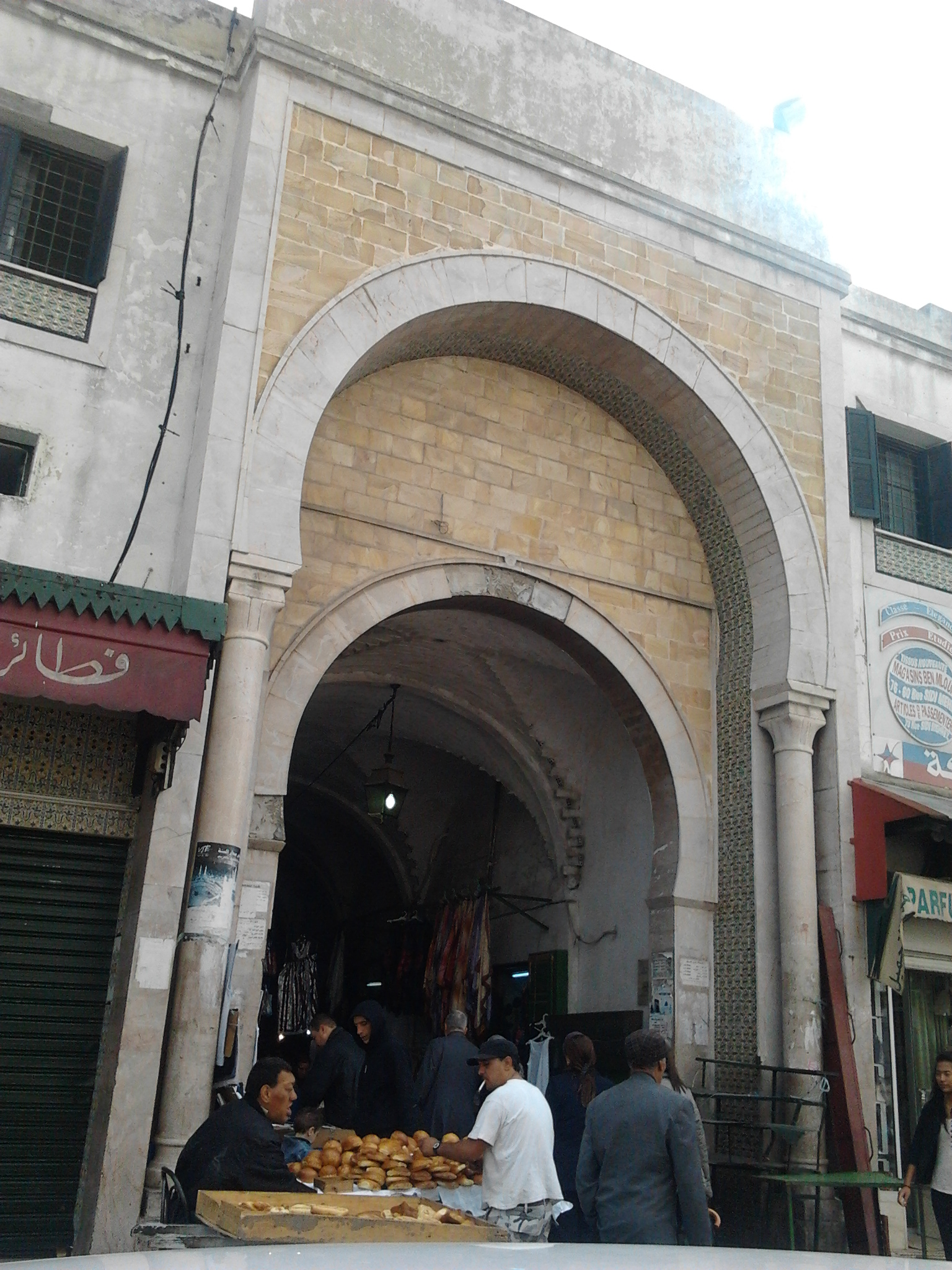
مدخل سوق سيدي محرز.

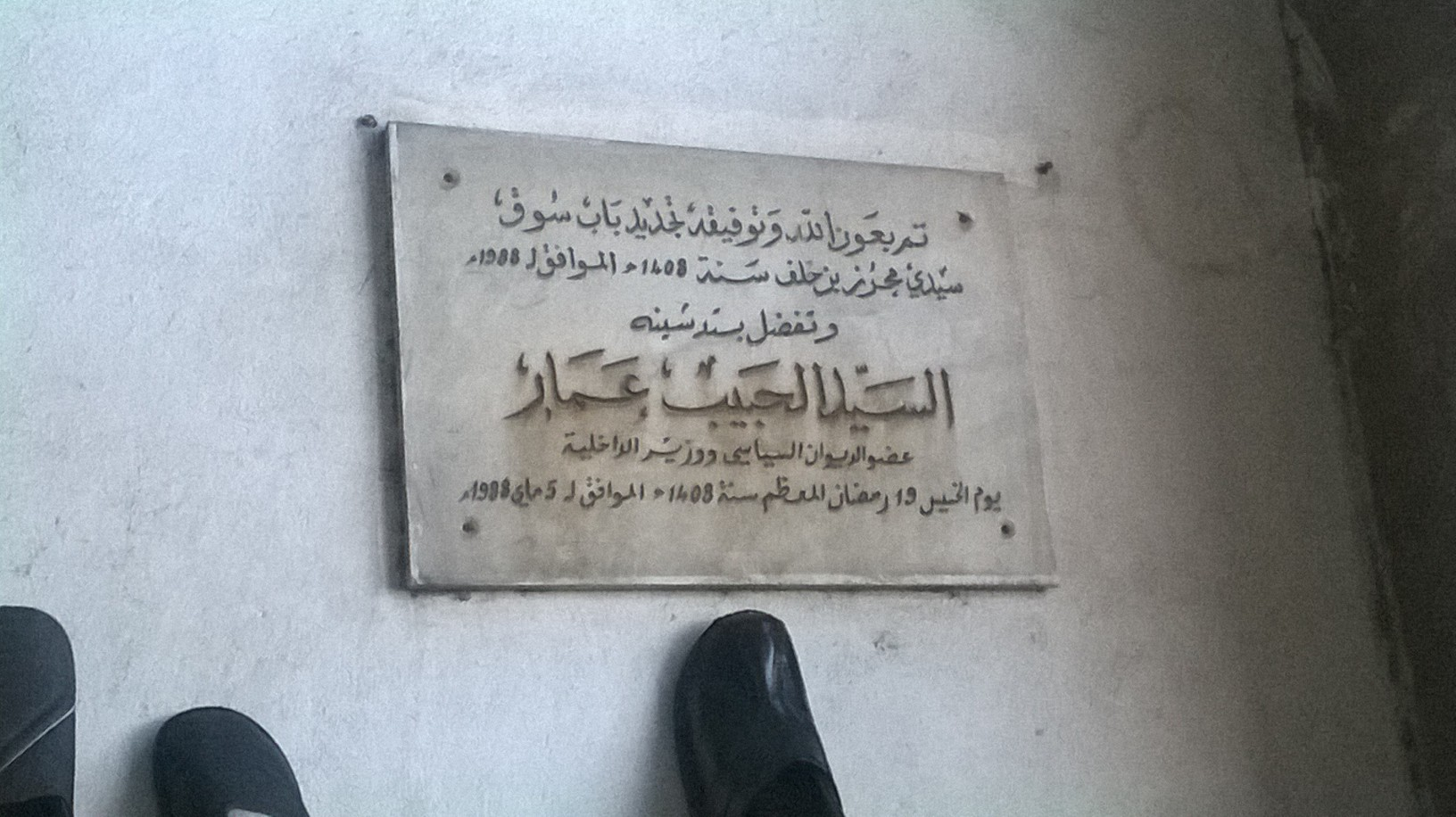
لوحة تذكارية باب سوق سيدي محرز.

سوق سيدي محرز هي واحدة من أسواق مدينة تونس، وتخصصت في بيع الأقمشة..

## أصل الكلمة
سميت هذه السوق استناداً إلى الولي سيدي محرز. اسمه الحقيقي هو قاضي محمد أبو محرز بن خلف ولكنه يحمل أيضا لقب سلطان المدينة.

## الموقع
تقع جنوب باب سويقة شمال المدينة، شارع سيدي محرز في استمرارية سوق القرانة.

## معالم
يوجد به مسجد وزاوية تحمل اسم الولي، يوجد بالقرب من الباب  أيضا مسجد سيدي غالي.

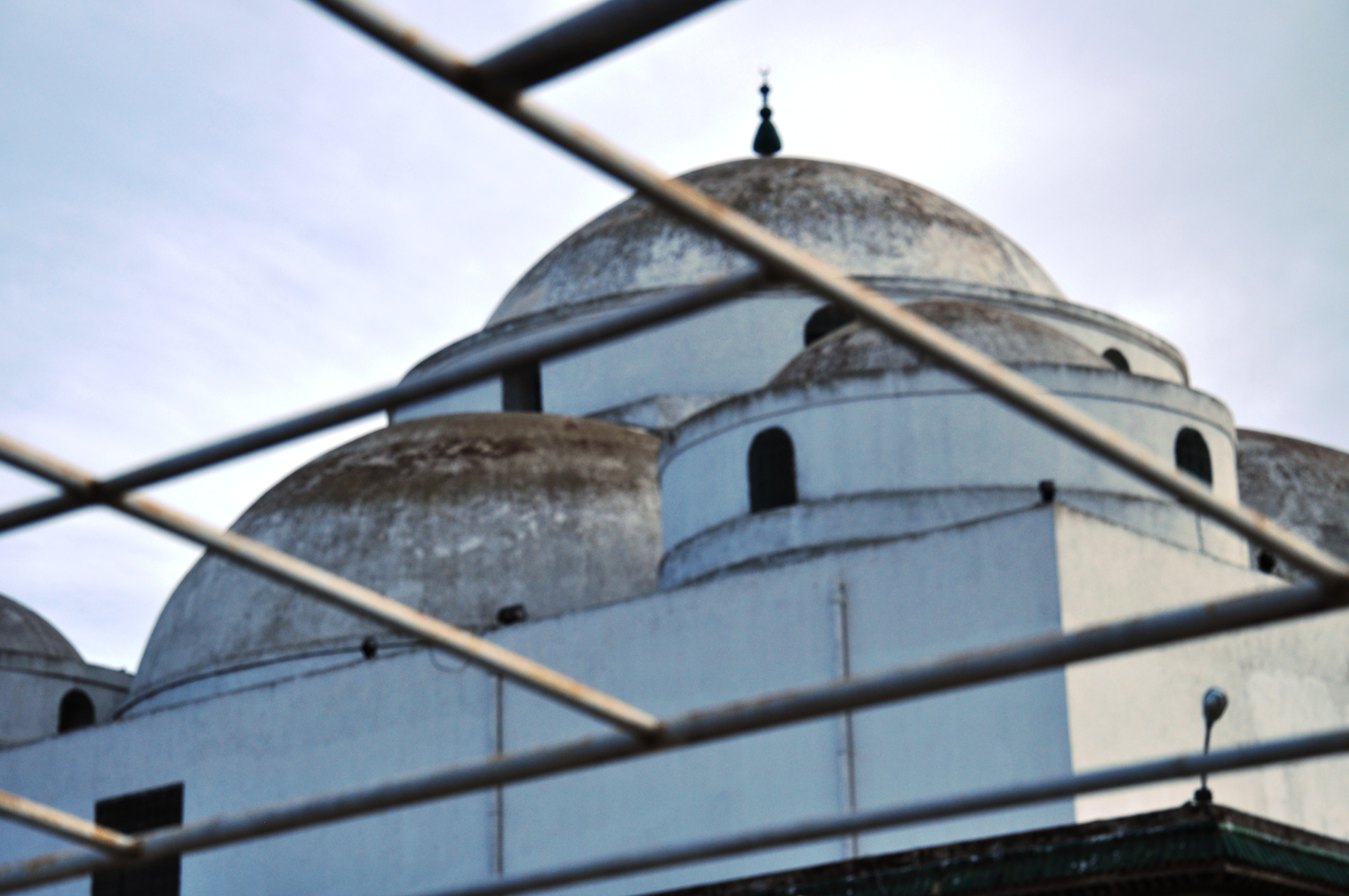
قباب مسجد سيدي محرز تطل على باب سويقة.
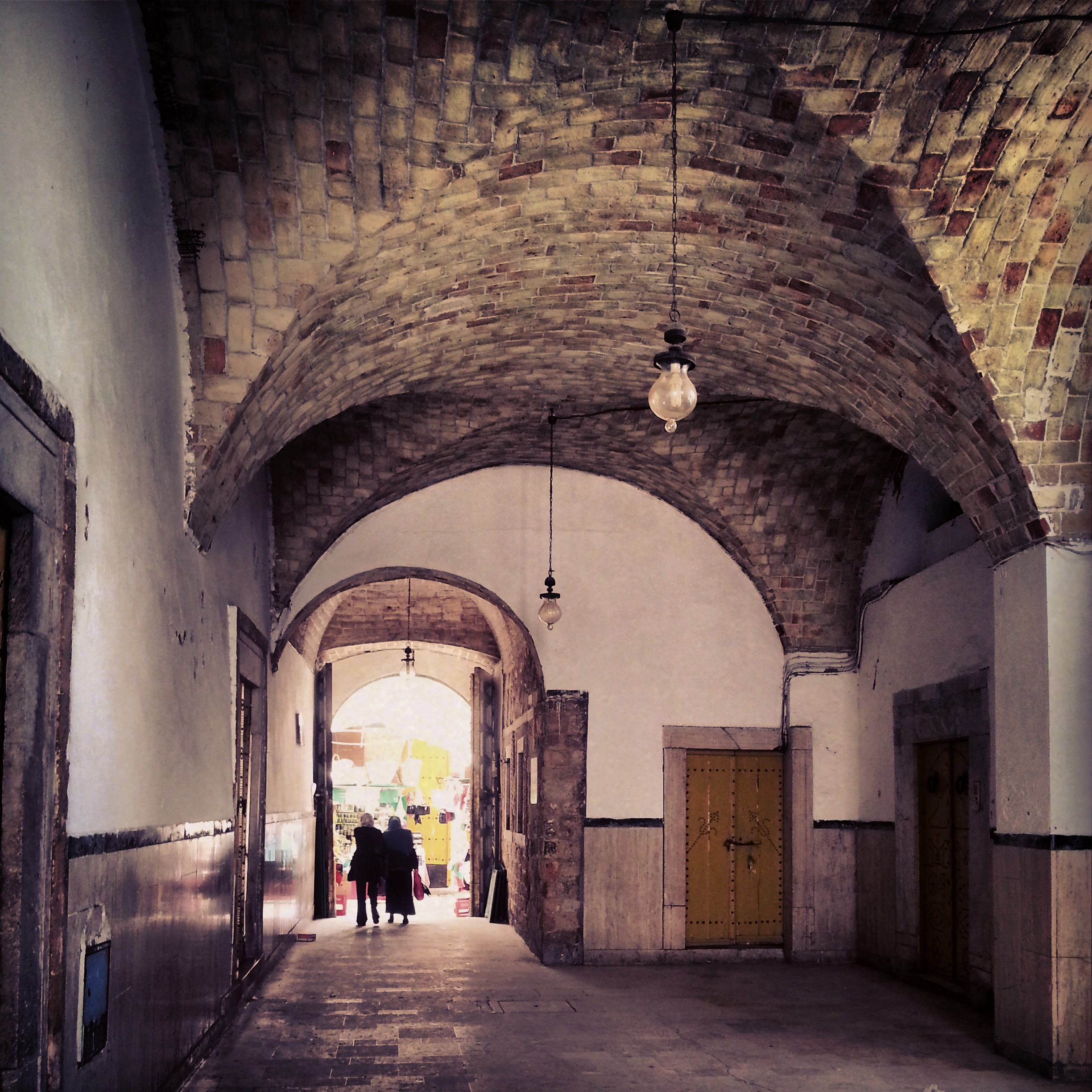
ممر يؤدي إلى الزاوية.
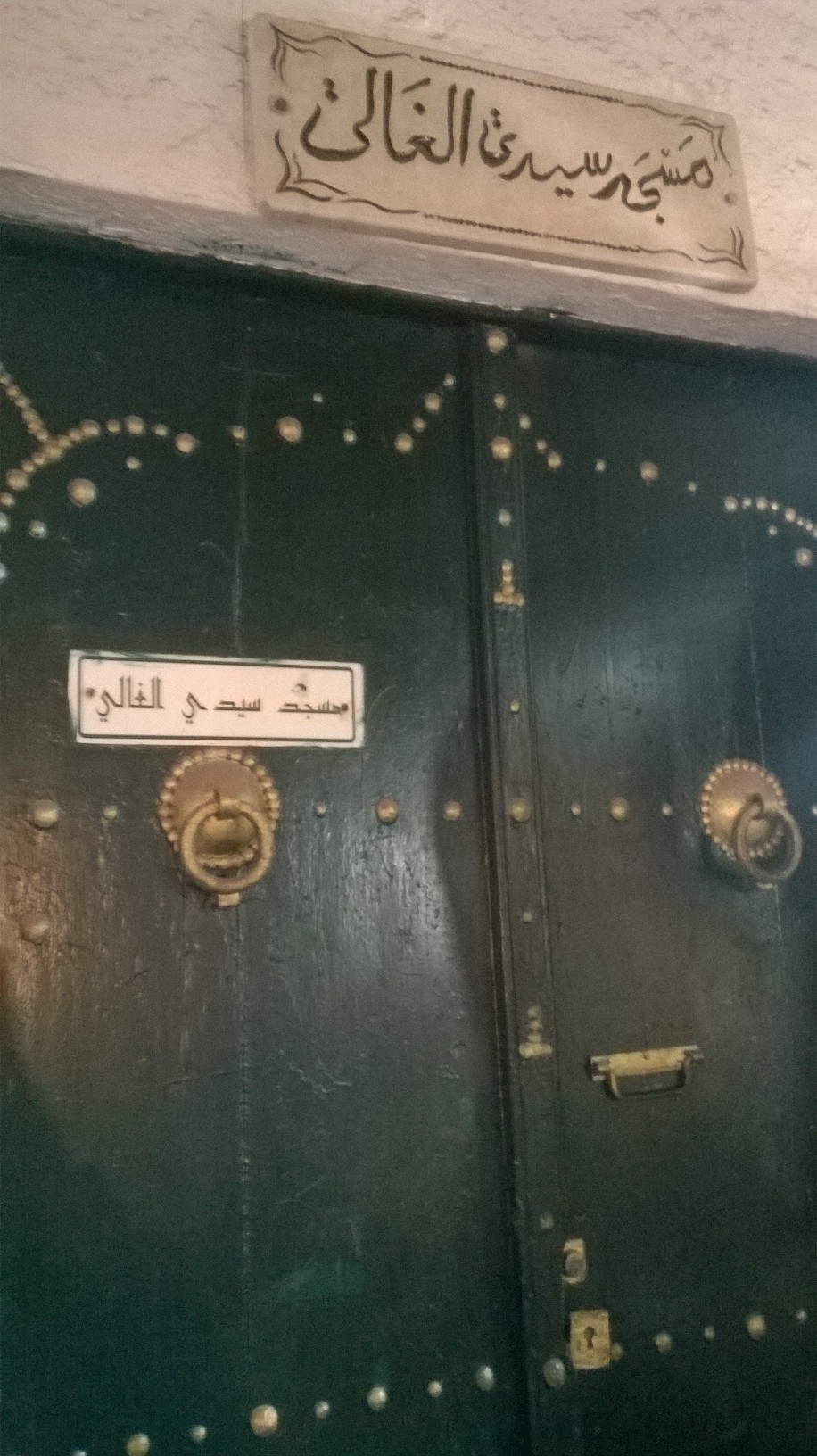
باب مسجد سيدي غالي.